# Piero Benintendi
Piero de' Benintendi da Prato (Tobbiana, 1342 o 1343 – dopo il 1409) è stato un mercante italiano, noto come Piero Benintendi.

## Biografia
Nato a Tobbiana, nei pressi di Prato da Giusto di Busto, agricoltore nullatenente e da monna Nigia. Fra i sei e i sette anni, al seguito di mercanti pratesi, si trasferì a Genova, dove apprese le prime nozioni d'abaco e di grammatica necessarie a esercitare il commercio, e dove si dedicò all'arte del cambio, arte floridissima a Genova nella seconda metà del Trecento, per opera soprattutto delle grandi compagnie bancarie fiorentine. Impiantò poi un banco a suo nome. 
Riuscì in poco tempo a costituirsi una notevole fortuna che investì, fra il 1371 e il 1376, nell'acquisto di terre a Tobbiana che diede al padre e in seguito, dopo la morte di questo (prima del 1393), al fratello Tendi, migliorando di molto le precarie condizioni economiche della famiglia.
Qualche anno dopo il 1374 però rilevò da un notaio pratese, Maffeo di ser Simone, alcuni diritti sull'eredità di Giovanni Mazzamunti (come era abitudine dell'epoca), altro mercante suo concittadino morto a Genova. Probabile che avesse comprato dal notaio non tutta la causa ma solo alcuni crediti. Intentata causa per ottenere una somma da lui ritenuta congrua, fu condannato con grande perdita di denaro. Da quel momento una serie di vicissitudini lo portarono sull'orlo del fallimento del banco, ma riuscì a soddisfare tutti i creditori.
Cambiò mestiere e si dedicò agli appalti nelle gabelle del porto di Genova. Nel 1399 ottenne tramite le raccomandazioni del suo protettore Fieschi, la carica di podestà a Recco che esercitò con scarsa soddisfazione, lamentandosi di non essere obbedito. Tornato a Genova riprese con ogni probabilità l'attività di cambiatore come socio prestatore d'opera in una più vasta azienda. 
Nell'estate del 1405 tornò a visitare il paese natale, portando con sé la figlia Orsetta, che diede in moglie ad Andrea di Matteo Verzoni, di ottima famiglia pratese, e riappacificandosi col fratello Tendi, dopo un forte dissidio causato da questioni legate alla dote della figlia di Piero. 
Rientrato a Genova, esercitò dal novembre del 1406 ai primi del 1408 l'ufficio di podestà di Diano, nei pressi di Imperia.  
Dopo il 1409 non si hanno di lui altre notizie.  
Abbiamo tutte le notizie sulla sua vita dal carteggio con Francesco Datini, suo conterraneo, che nel 1392 si rivolse a lui al fine di ottenere protezione per il fondaco che aveva aperto a Genova e per informazioni sulle novità politiche ed economiche della zona. D'altra parte il Benintendi si appoggiava all'amicizia con Datini per avere un informatore sulle vicende del fratello Tendi, autore di scelte economiche non lungimiranti e far inviare tramite l'illustre concittadino le lettere alla sua famiglia. Nacque così l'occasione di un frequente scambio di lettere che pose le basi per una amicizia che sarebbe durata tutta la vita.
Le preziose notizie sull'attività economica che si estrapolano dalle lettere del Benintendi al Datini costituiscono una fonte assai preziosa per la conoscenza di Genova e della società del Trecento.